# Спадковий імунодефіцит
Спадковий імунодефіцит, або первинний імунодефіцит визначається як специфічною імунною недостатністю, так і неспецифічною імунною недостатністю. Причинами захворювань, обумовлених специфічною імунною недостатністю, служать порушення функцій T-лімфоцитів або B-лімфоцитів — основи набутого імунітету. Неспецифічні іммунодефіцити пов'язані з порушеннями в таких елементах імунної системи, як комплемент і фагоцити, що діють при імунній відповіді неспецифічно.
В основі спадково обумовленого імунодефіцитного стану лежать генетично зумовлені дефекти клітин імунної системи.
| Медицина | Це незавершена стаття з медицини. Ви можете допомогти проєкту, виправивши або дописавши її. |